# Don Carlos Buell
Don Carlos Buell (Lowell, Ohio, 1818. március 23. – Rockport, Kentucky, 1898. november 19.) az amerikai hadsereg tisztje, részt vett a Florida területén zajló szeminol háborúkban, a mexikói–amerikai háborúban. 
Az amerikai polgárháborúban az északiaknál vezérőrnagy, Ohióban parancsnok, 1861–62-ben parancsnok a Shiloh-i csatában, s Perryville-nél, 1862-ben felmentették. Bátor és szorgalmas katona volt, a logisztika kiváló mestere, de túl óvatos ahhoz, hogy szembeszálljon az igazán nagy kihívásokkal.

## Életpályája
Felsőfokú katonai tanulmányait a West Pointon végezte, diplomáját 1841-ben kapta kézhez. A katonai pályának volt hagyománya a családban, hiszen első unokatestvére, George P. Buell mérnök és katona, aki végig szolgálta az amerikai polgárháborút az északiak oldalán, s az amerikai polgárháború befejezése után is a hadsereg kötelékében maradt. Don Carlos Buell 1841 után a 3. gyalogos hadosztály hadnagyaként teljesített szolgálatot, a mexikói-amerikai háborúban Winfield Scott és Zachary Taylor parancsnoksága alatt szolgált, meg is sebesült, bátorságáért többször is kitüntették. 1848 és 1861 közt az amerikai hadseregben szolgált továbbra is mint főhadsegéd, majd szárnysegéd lett Kaliforniában, 1851-ben kapitánnyá léptették elő. Az amerikai polgárháború kitöréséig Indianában élt.
1861-ben Washingtonba ment, 1861. május 17-én dandártábornokká, később vezérőrnaggyá léptették elő. Buell segített megszervezni az északiak Potomac hadseregét (1861. október 3. – november 9.) George B. McClellan hadseregtábornok vezetése alatt. Politikai megfontolásokból több ponton szétszórtan kellett tartani a Potomac Hadsereget, hogy az Unióval szimpatizáló határmenti államok biztonságban érezzék magukat, hiszen a konföderációsok részéről nap mint nap a felkoncolás veszélye állt fenn Missouriban, Kentuckyban, Tennessee államban, Nyugat-Virginiában. Buell dandárját Kelet-Tennessee-be vezényelték, innen érkezett Lew Wallace tábornokkal 25 ezer főnyi sereggel erősítésként Tennessee állam délnyugati részébe, a Shiloh-i csatába 1862. április 6-ról 7-ére virradó éjszaka. A csata első napját (július 6.) a déliek nyerték meg, de a második napon (július 7.) az északiak diadalmaskodtak.
Buell és Alexander McCook vívta meg Kentucky legvéresebb csatáját Perryville mellett 1862. október 8-án, a délieket e csatában Braxton Bragg és Leonidás Polk vezette. 22 000 fő északi katonából elveszett 4276 fő, 16 000 déli katonából veszteség 3401 fő. A déliek taktikai, az északiak stratégiai győzelmet arattak, a végeredmény a döntetlen csaták sorát szaporította.
Sajnos Don Carlos Buell erősen hajlamos volt a civakodásra, szinte minden tábornoktársával összeveszett, így vállalkozásai is többnyire kudarcot vallottak. George B. McClellan hadseregtábornok kedvelte, talán mert semmilyen szempontból nem tűnt riválisnak, másrészt a két férfiú sokban hasonlított is egymásra, Buell is óvatos típus volt, s nem volt hajlandó harcba bocsátkozni, amíg mindent pontosan elő nem készített. McClellan lemondatása után Buell katonai karrierje is véget ért. Edwin M. Stanton hadügyi államtitkár leváltotta, s helyette William S. Rosecrans vezérőrnagyot tette meg vezénylő tábornoknak.
Buell élete további részében Indiana, majd Kentucky államokban élt, vas- és szénipari vállalatok elnökeként tevékenykedett. 1896-ban otthonában, Rockportban (Kentucky) érte a halál. A Bellefontaine temetőben nyugszik (Saint Louis, Missouri állam).

## Emlékezete
A Kentucky Egyetemet róla nevezték el.